# Drago Balvanović
Drago Balvanović (Bosanska Gradiška, 12. kolovoza 1936.), hrvatski katolički svećenik i misionar.

## Životopis
Prelat Balvanović rođen je 12. kolovoza 1936. u Bosanskoj Gradišci kao deveto dijete u obitelji Nike i Vjekoslave rođ. Jurišić. Nakon osnovne škole u rodnom je gradu upisao Učiteljsku školu u Banjoj Luci. Biskup dr. Dragutin Čelik primio ga je za svoga sjemeništarca i 1952. poslao u sjemenišnu gimnaziju u Đakovo. Tu je završio i teološke studije i na Petrovo 1959. bio zaređen za svećenika. Bilo je to upravo u vrijeme kad su komunističke vlasti htjele zatvoriti đakovačku bogosloviju, pa je on imenovan privremenim upraviteljem župe Imena Marijina u Donjem gradu u Osijeku, odakle je završavao posljednju godinu teološkog studija.
U ljeto 1987. otišao je u misije u Limu u južnoameričkoj državi Peru. I tamo je obavljao niz odgovornih svećeničkih dužnosti: bio je župni vikar u župi Santa Rosa de Lima, zatim župnik personalne, pa zatim teritorijalne župe sv. Leopolda Mandića za Hrvate u Limi. Tu je sagradio veličanstvenu crkvu koja je uvijek puna vjernika, pa se svake nedjelje u njoj služi čak šest sv. misa. Od 1997. također je biskupski vikar za Hrvate u Peruu i pastoralni vikar biskupije Lima, a 2003. imenovan je od Hrvatske biskupske konferencije i BK Bosne i Hercegovine delegatom za inozemnu pastvu i cijeloj Južnoj Americi. Za svoj uzoran svećeničko djelovanje počašćen je naslovom kućnog kapelana Njegove Svetosti Ivana Pavla II., a 2007. i prelatom. I dalje je vrlo aktivan i kani nastaviti svoje djelovanje dokle mu god zdravlje to dopusti.
Uz sav svoj pastoralni rad, puno piše. Objavio je nekoliko knjiga, a jedna od njih «Peru – putopisi, običaji, sudbine» upravo je nastala iz njegova misionarskog rada i na vrlo privlačan način govori o toj egzotičnoj zemlji, njezinim ljudima i krajevima, kao i brojnim susretima s tamošnjim Hrvatima. Javlja se i u nizu vjerskih listova: Radosna vijest, Glas koncila, Glasnik Srca Isusova i Marijina iz Zagreba, glasnik Marija iz Splita te još nekim hrvatskim i peruanskim časopisima. Djela: Peru - Puti, običaji, sudbine; Pisma misionaru i dr.